# صاقورية بونينية
صاقورية بونينية (الاسم العلمي: Calvatia boninensis) هي نوع من الفطريات يتبع جنس الصاقورية من الفصيلة الغاريقونية.